# دلگرخانگای (دوندگووی)
دلگرخانگای (به لاتین: Delgerkhangai) یک منطقهٔ مسکونی در مغولستان است که در استان دوندگاوی واقع شده‌است. دلگرخانگای ۶٬۲۰۹ کیلومتر مربع مساحت دارد.